# خبازة مسكية
خبازة مسكية (الاسم العلمي: Malva moschata ) هي نوع نباتي يتبع جنس الخبازة من الفصيلة الخبازية.  